# Lo credevano uno stinco di santo
Lo credevano uno stinco di santo è un film del 1972 diretto da Juan Bosch.

## Trama
Un gruppo di fuorilegge aspetta che un vecchio cercatore d'oro esca di prigione, poiché si ritiene abbia nascosto 28 sacchi d'oro 20 anni prima. Però uno di loro, Trash Benson, guadagnerà la fiducia del cercatore.

## Produzione
Gli esterni sono stati girati in Spagna, tra Catalogna, tra cui nelle vicinanze di Fraga; gli interni negli stabilimenti De Paolis a Roma e negli stabilimenti Balcazar di Barcellona.